# Ellingsenius sculpturatus
Ellingsenius sculpturatus är en spindeldjursart som först beskrevs av Lewis 1903.  Ellingsenius sculpturatus ingår i släktet Ellingsenius och familjen tvåögonklokrypare. Inga underarter finns listade i Catalogue of Life.